# براندون موس
براندون موس (بالإنجليزية: Brandon Moss) هو لاعب كرة قاعدة أمريكي، ولد في 16 سبتمبر 1983 في مونرو في الولايات المتحدة.

## وصلات خارجية
- براندون موس على موقع دوري كرة القاعدة الرئيسي (الإنجليزية)
- براندون موس على موقعبيزبول رفرنس.كوم (الدوري الرئيسي) (الإنجليزية)
- براندون موس على موقعبيزبول رفرنس.كوم (الدوري الثانوي) (الإنجليزية)
- براندون موس على موقع إي إس بي إن.كوم (أم.أل.بي) (الإنجليزية)
- براندون موس على موقع مشجعي الرسوم البيانية (الإنجليزية)